# Christelijke Afgescheiden Gemeenten
Christelijke Afgescheiden Gemeenten, CAG var ett reformert trossamfund i Nederländerna, som i likhet med Gereformeerde Kerken onder het Kruis, uppstod ur avskiljningen 1834.
1869 gick dessa båda kyrkor samman och bildade Kristna Reformerta Kyrkan i Nederländerna.